# Lasse Sørensen
Lasse Sørensen (født 6. marts 1982) er en tidligere dansk fodboldspiller, der bl.a. har været målmand for BK Frem.

## Karriere
Lasse Sørensen skiftede i starten af 2010 til sin tidligere klub BK Frem, efter et kort ophold hos FC Roskilde. Efter Frems konkurs og tvangsnedrykning vendte han tilbage til Roskilde i juli 2010.
Lasse Sørensen spillede før Roskilde i AC Horsens fra sommeren 2007 til 2009, og han har tidligere spillet for BK Frem, HIK, Ølstykke FC og senest Næstved IF. Han fik sin første Superliga-kamp for AC Horsens i den sidste runde af 2007-08-sæsonen i en udekamp mod AGF og var med til at vinde 2-1.